# 尼基弗鲁斯一世 (君士坦丁堡)

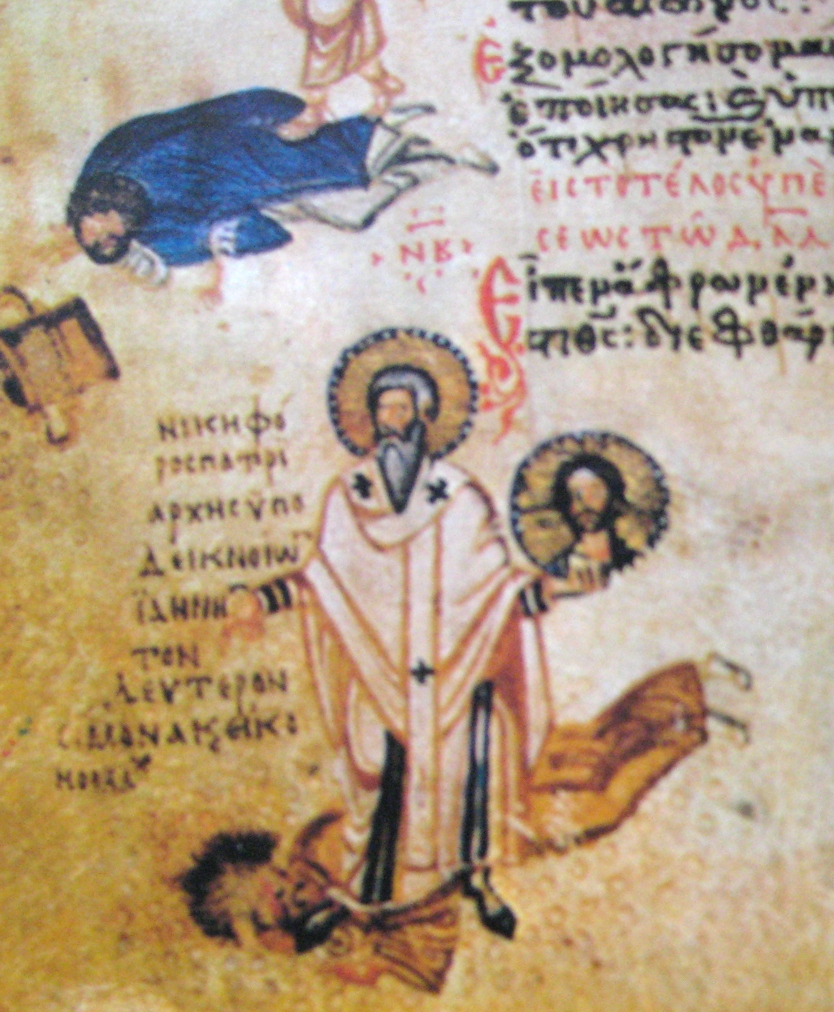
尼基弗鲁斯一世

尼基弗鲁斯一世（希腊语：Νικηφόρος Α΄转写：Nikēphoros I；758年—828年）是拜占庭帝国的一位基督教作家、东正教神学家，806年至815年担任君士坦丁堡普世牧首。他曾记录了拜占庭帝国的历史并维护当时的圣象崇拜活动，为后世研究当时的基督教思想和活动留下宝贵材料。787年，尼基弗鲁斯一世曾代表君士坦丁六世出席了第二次尼西亚公会议，815年，被罢免普世牧首一职并被流放。